# Drosophila flavomontana
Drosophila flavomontana är en tvåvingeart som beskrevs av Patterson 1952. Drosophila flavomontana ingår i släktet Drosophila och familjen daggflugor.
Artens utbredningsområde täcker delar av USA, den finns i delstaterna Idaho, Wyoming, Utah, Colorado och New Mexico.